# 愛のメロディー (ビリー・ヴォーンの曲)
「愛のメロディー」（あいのメロディー、Melody of Love）は、ポピュラー音楽の楽曲。もともとは、1903年にハンス・エンゲルマン (Hans Engelmann) が作曲した曲である。その後、1954年にトム・グレイザー (Tom Glazer) が歌詞を載せた。
ビリー・ヴォーンが吹き込んだインストゥルメンタル演奏のバージョンは、1955年に、この曲としては『ビルボード』誌のチャートで最も上位まで上昇した。1955年には、デヴィッド・キャロル (David Carroll)、ザ・フォー・エイセス (The Four Aces)、レオ・ダイアモンド (Leo Diamond) のバージョンも、それぞれチャート入りを果たした。

## ヒットしたバージョンとチャートの動き

### アメリカ合衆国
ビリー・ヴォーン盤は、ドット・レコード (Dot Records) から、カタログ番号15247でリリースされた。当時の『ビルボード』のベスト・セラー・チャートでは、1954年12月1日に初登場し、以降27週にわたってチャートに留まり、最高位は2位であった。
デヴィッド・キャロル盤は、マーキュリー・レコードから、カタログ番号70516でリリースされた。『ビルボード』のベスト・セラー・チャートでは、1954年12月29日に初登場し、以降17週にわたってチャートに留まり、最高位は9位であった。この曲は、キャロルにとって、ベスト・セラー・チャート入りを果たした唯一の曲となった。キャロルはその後、ポール・トレメイン (Paul Tremaine) の語りを入れたバージョンも吹き込み、こちらはカタログ番号、マーキュリー70521としてリリースされた。このバージョンは『キャッシュボックス』誌では、「愛のメロディー」の代表的な盤とされていた。
ザ・フォー・エイセス盤は、デッカ・レコードから、カタログ番号29395でリリースされた。『ビルボード』のベスト・セラー・チャートでは、1955年1月12日に初登場し、以降17週にわたってチャートに留まり、最高位は11位であった
レオ・ダイアモンド 盤は、RCAビクター・レコードから、カタログ番号20-5973でリリースされた。『ビルボード』のベスト・セラー・チャートでは、1955年2月9日に初登場したが、チャート入りはこの週に30位に入っただけであった
一部の文献では、フランク・シナトラとレイ・アンソニー (Ray Anthony) のバージョンもチャート入りしたとされる。
『キャッシュボックス』誌のチャートでは、同じ曲の異なるバージョンを合算して順位をつける方式であったため、『ビルボード』誌のチャートにおける順位よりも当然ランクは高くなり、この曲は7週にわたって首位に立った。
1969年後半から1970年はじめにかけては、1964年に死去して既に故人であったジム・リーヴス (Jim Reeves) のバージョン「Why Do I Love You (Melody Of Love)」が、カントリー・チャートに入った。
1957年には、英語の曲名が同じというだけで、まったく別の曲である「Melodie D'Amour (Melody of Love)」をジ・ エイムス・ブラザーズ (The Ames Brothers) がヒットさせ、チャートの5位まで上昇させた。このほかにも、日本語でも、英語でも、同一ないし類似した題名の楽曲がいろいろある。（#関連項目を参照）

### イギリス
イギリスでは、ジ・インク・スポッツのバージョンだけがヒットして、チャートの10位まで上昇した。また、ベヴァリー・シスターズ (Beverley Sisters) や、シャーリー・ウィルソン (Shirley Wilson)も、この曲を吹き込んだ。

## おもな録音
- スタンリー・ブラック
- パット・ブーン
- ザ・フォー・エイセス
- Gatlin Brothers
- スパイク・ジョーンズ
- Pee Wee King & His Golden West Cowboys
- Wayne King
- The Lennon Sisters
- Hank Locklin
- The McGuire Sisters
- Moms & Dads
- フランク・シナトラとレイ・アンソニー
- Brad Swanson
- ビリー・ヴォーン
- Slim Whitman
- Roger Williams